# Последнее развлечение
«Последнее развлечение» (англ. The Last Fling) — американская телевизионная комедия. Премьера — 9 февраля 1987 года.

## Сюжет
Прокурор Филипп Рид устал от отношений на одну ночь. Как-то в зоопарке он встречает Глорию, которая выходит замуж на следующей неделе. Но Филипп об этом не знает, Глория обманула его, представившись Маршей Лайонс. Они сразу поладили и Глория/Марша пообещала Филиппу, что позвонит ему. Глория не собиралась когда-нибудь встречаться с Филиппом, но, когда она узнаёт, что жених изменил ей, то решает позвонить Риду. Вдвоём они отправляются в Мексику. В этой стране Глорию и Филиппа ожидают приключения. Вначале арендованный ими автомобиль сломался и сгорел. Потом парочка сцепилась с местными сельскохозяйственными рабочими. Наконец, они приезжают в красивый дом, который принадлежит якобы родителям Маршы (на самом деле им владеет Глория). Романтический ужин, танцы… В конечном итоге они оказываются в постели. На следующее утро Филипп встав, обнаружил, что Глория/Марша уже ушла. Зато Филипп находит видеокассету оставленную Глорией, на которую она записала своё признание. Узнав, что Глория завтра выходит замуж Филлип отправляется на поиски. Найдя свою любовь Рид пытается остановить свадьбу и убедить Глорию, что они должны быть вместе. В конце концов, Глория оставляет жениха перед алтарем и уходит с Филиппом. Фильм заканчивается романтичной прогулкой по зоопарку, где герои впервые встретились.

## Актёры
- Джон Риттер — Филипп Рид
- Конни Селлекка — Глория Франклин
- Рэнди Хеллер — Мими
- Джон Беннет Перри — Джейсон Эллиот
- Пол Сэнд — Джек
- Скотт Бакула — Дрю
- Кейт Зентал — Линда
- Шеннон Твид — Джоан Престон
- Ларри Гельман — Уолт
- Гретхен Уайлер — миссис Франклин
- Эндрю Массет — Даг
- Джанет Вуд — Ненси
- Биа Сильверн — София
- Майкл Олдредж — Ларри Филдс
- Джули Пэрриш — Мардж Филдс
- Люк Андреас — Путульски
- Пэдди Эдвардс — миссис Рид
- Дина Фриман — Беверли
- Джим Фицпатрик — Бад
- Синтия Лиа Кларк — секретарь адвокатского бюро
- Брайан Фришмен — брат Глории
- Марио Лопез — сотрудник автопроката
- Дэвид Шерилл — Скип, в титрах не указан

Также в фильме снимались Стив Кэхэн, Олив Данбар, Келли Эндрюс, Джейми Бозян, Дин Диттмен, Дон Дрэйпер, Рик Гарсиа, Род Гист, Эйч Би Хэггерти, Лиллиан Леман, Марио Лопез, Мария Майензет, Бен Миттлмэн и Рид Скот.

## Съёмочная группа
- Режиссёр — Кори Аллен
- Продюсеры — Джозеф Акерман, Дэниэл Кан, Рон Гилберт, Леонард Хилл, Митчел Кэтлин
- Сценарист — Митчел Кэтлин
- Оператор — Питер Стайн
- Композитор — Чарльз Бернштейн

Песню «Par Avion» записала группа Mike and the Mechanics.